# Поворот (фільм, 1978)
«Поворот» (рос. «Поворот») — радянський художній фільм 1978 року, психологічна драма режисера Вадима Абдрашитова.

## Сюжет
Молодята повертаються до Москви після круїзу по Чорному морю. Здається, їх чекає попереду щасливе життя, улюблена робота, але випадок грубо обриває всі мрії: Віктор збиває своїми «Жигулями» стареньку. Його бажання піти від відповідальності змінюється каяттям і рішенням прийняти тягар провини на себе.

## У ролях
- Олег Янковський —  Віктор Вєдєнєєв
- Ірина Купченко —  Наташа Вєдєнєєва
- Олег Анофрієв —  адвокат Вєдєнєєва
- Наталія Величко —  слідчий
- Олександр Кайдановський —  лікар
- Юрій Назаров —  Віктор Корольов, син загиблої
- Віктор Проскурін —  Кобозєв, водій
- Анатолій Солоніцин —  Костянтин Корольов, син загиблої
- Михайло Дадико —  Андрій Васильович, професор
- Олімпіада Калмикова —  мати Вєдєнєєва
- Наталія Малявіна —  Альбіна
- Любов Стриженова —  Зіна, дочка загиблої
- Сергій Полежаєв —  Ігор Нікітін, прокурор
- Олексій Преснецов —  Корольов
- Микола Смирнов —  Альберт Корольов, син загиблої
- Олександр Бородянський —  співробітник інституту
- Микола Скоробогатов —  Павло Дмитрович
- Микола Погодін —  епізод
- Станіслав Міхін —  епізод

## Знімальна група
- Автор сценарію:  Олександр Міндадзе
- Режисер:  Вадим Абдрашитов
- Оператор:  Елізбар Караваєв
- Художник:  Володимир Коровін
- Композитор:  Володимир Мартинов